# Lestodiplosis oomeni
Lestodiplosis oomeni är en tvåvingeart som beskrevs av Harris 1982. Lestodiplosis oomeni ingår i släktet Lestodiplosis och familjen gallmyggor. Inga underarter finns listade i Catalogue of Life.